# Kontinuum seksualne

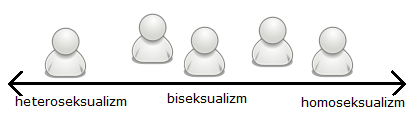
Ilustracja kontinuum seksualnego.

Kontinuum seksualne (także kontinuum hetero- i homoseksualności) – określenie oznaczające kontinuum orientacji psychoseksualnych rozciągające się od pełnej heteroseksualności do pełnej homoseksualności jako teoretycznych wartości skrajnych.
Koncepcja kontinuum sięga badań Alfreda Kinseya z 1940 roku dotyczących seksualności Amerykanów. Duża część badanych przejawiała zachowania zarówno heteroseksualne, jak i homoseksualne z odmienną częstotliwością. Psychologowie analizujący badania stwierdzili, że trychotomia seksualności na hetero-, bi- i homoseksualność jako wartości rozłączne i wykluczające się jest błędna i zaproponowali nową koncepcję – kontinuum – na którym umieścili te wartości jako przechodzące jedne w drugie. Uznano, że między wartościami skrajnymi istnieje rzesza wartości pośrednich.
Teoria kontinuum seksualnego została rozwinięta przez amerykańskiego psychiatrę Fritza Kleina, który stwierdził, że orientacja psychoseksualna jest dynamicznym, wieloosiowym procesem, w który zaangażowane są zainteresowania seksualne, zachowanie, fantazje erotyczne, czynniki emocjonalne, samoidentyfikacja i styl życia.
Koncepcja kontinuum weszła do głównego nurtu psychologii, stając się przedmiotem badań naukowych:

Orientacja psychoseksualna znajduje się na kontinuum rozciągającym się między wyłącznym heteroseksualizmem a wyłącznym homoseksualizmem, przechodząc przez różne odcienie biseksualizmu.

Analizy danych uzyskanych przez Kinseya nie potwierdzają wysuniętego przezeń twierdzenia. Wiele publikacji wykazuje obecność świadomych odczuć homoseksualnych jedynie u 5% lub jeszcze mniejszej liczby młodzieży.